# Локры Эпизефирские
О современном городе на том же месте см. Локри
Локры Эпизефир(ий)ские (др.-греч. Λοκροί Ἐπιζεφύριοι) — город Великой Греции, стоявший на побережье Ионического моря в Калабрии. Основан локрами, то есть греками из Локриды (по мнению большинства античных авторов — из Опунта). Эпитет «Эпизефирский» (ἐπί + Ζέφυρος) означает «на месте, где [дуют] западные ветра». C X до XIX века место древнего города было необитаемо, пока на нём не выросла современная портовая коммуна, именуемая с 1934 года Локри.
Локры были основаны позднее остальных греческих колоний в Калабрии, где-то на рубеже VIII и VII веков до н. э. (точная дата оспаривалась ещё в античности). Название связано с тем, что первая колония была основана на «мысе западного ветра». Со временем её перенесли на место, защищённое от шквальных порывов. С первых столетий существования города его жители ориентировались на союз со Спартой.
Платон в «Тимее» упоминает о «прекрасных законах» Локр. Их принятие приписывалось Залевку, который слыл лучшим законодателем Великой Греции. Жители Локр создали вокруг себя сеть небольших колоний, среди которых выделялись Гиппоний и Медма. Обнеся город 7-километровой стеной, Локры схлестнулись в борьбе за главенство в регионе с гораздо более крупным Кротоном, которому нанесли в 550-е годы сокрушительное поражение в битве на реке Сагре.
В V и IV вв. до н. э. Локры держались политики союза с Сиракузами, и именно сюда удалился после своего свержения сиракузянами Дионисий Младший. Среди других известных жителей города — поэтесса Носсида (которой на берегу моря установлен современный памятник) и пифагореец Тимей (именем которого Платон назвал свой знаменитый диалог).
Всегреческой славой пользовались городские святилища Афродиты (из которого, по современным данным, происходит трон Людовизи) и Персефоны, которая по неизвестной причине почиталась здесь как покровительница деторождения и брака. Именно с культом Аида и Персефоны связано большое количество вотивных дощечек (пинак) высокого художественного уровня, которые были обнаружены при раскопках археологами.
Во время Пирровой войны (270-е годы) город принял сторону Рима, затем неоднократно переходил из рук в руки. Именно тогда армией эпирского царя Пирра был нещадно разграблен храм Персефоны. Позднее, в 208 году до н. э., возле Локр произошла битва между карфагенскими и римскими войсками, в которой погибли консулы Марк Клавдий Марцелл и Тит Квинкций Криспин.
С началом великого переселения народов (V век) Локры пришли в полный упадок, окончательно же были оставлены жителями из-за набегов сарацин (арабов) в начале X века. На территории археологического парка всё ещё можно видеть основания стен, следы театра на склоне холма и окружавшие древний город некрополи.

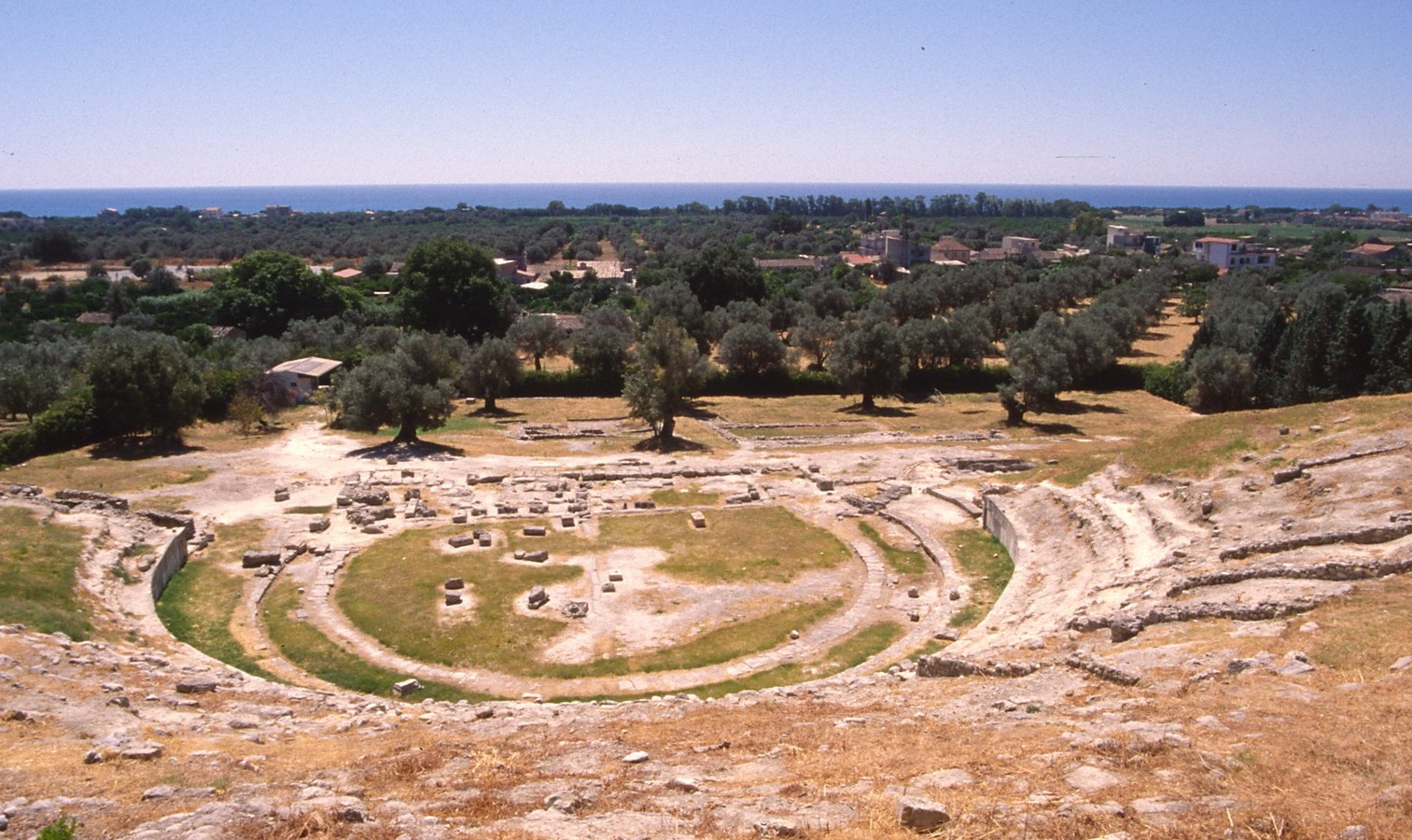
Развалины античного театра
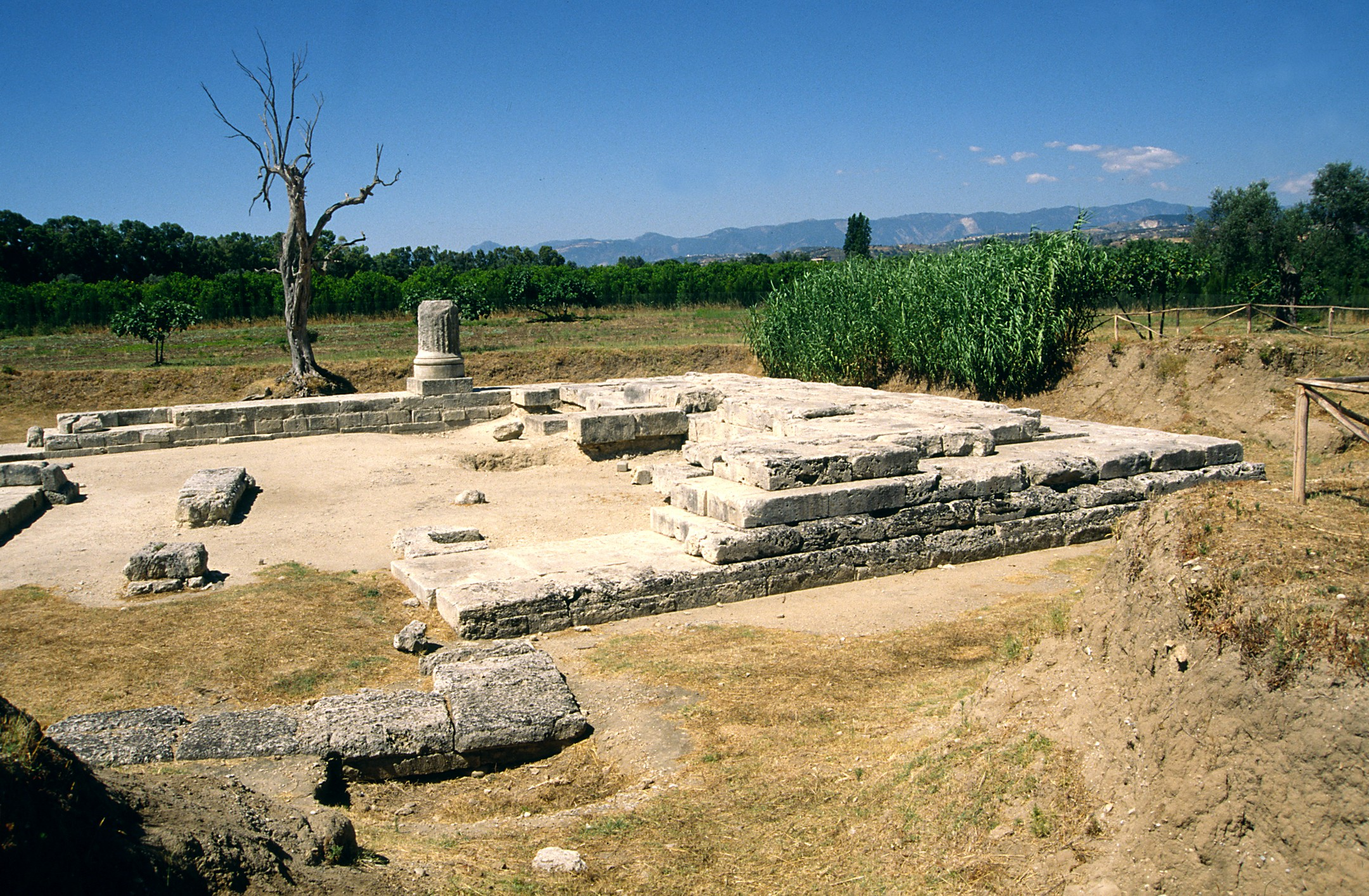
Останки ионического храма
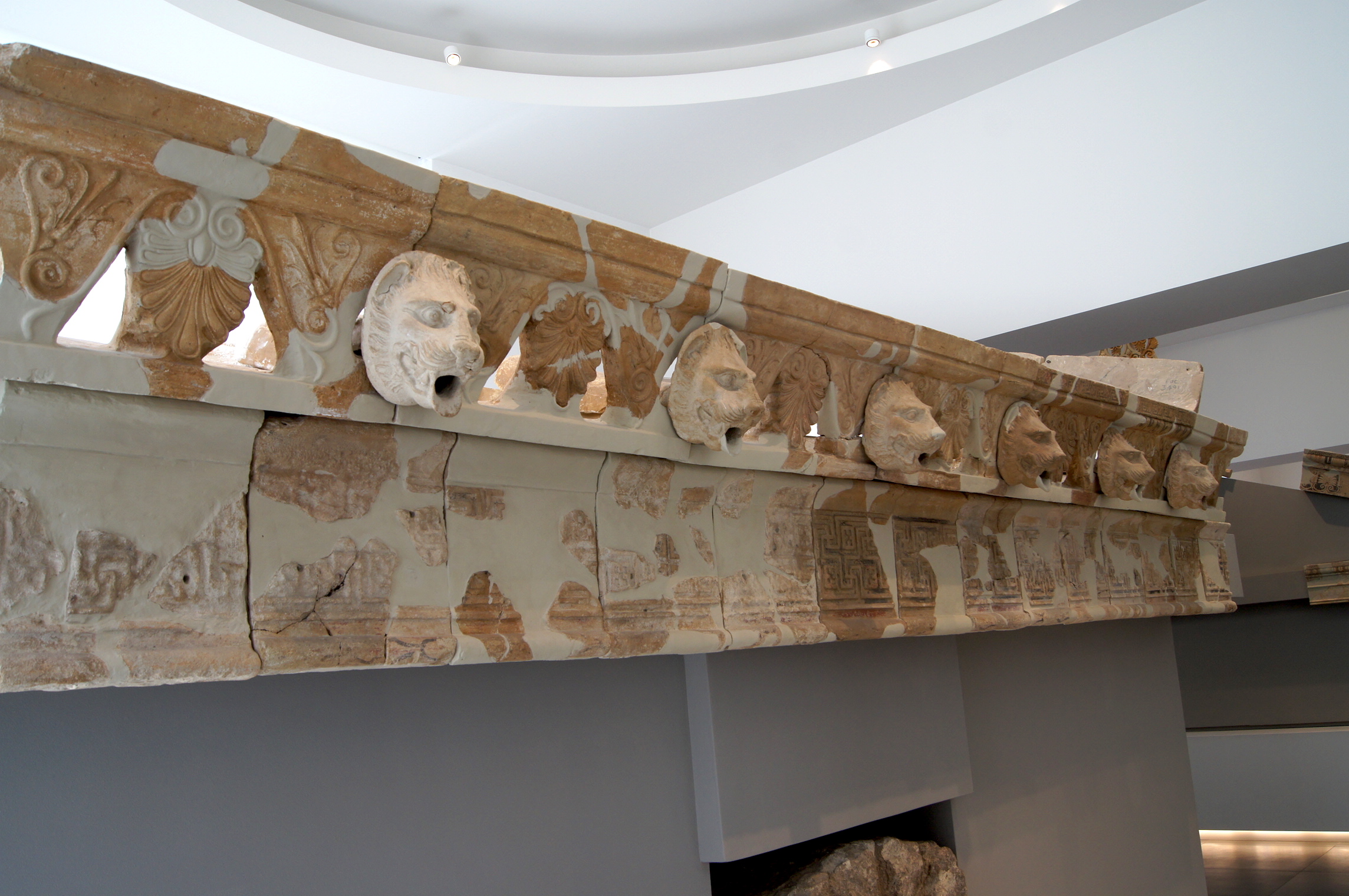
Фрагменты храма диоскуров в Контрада-Марафьоти (конец VI века до н. э.)
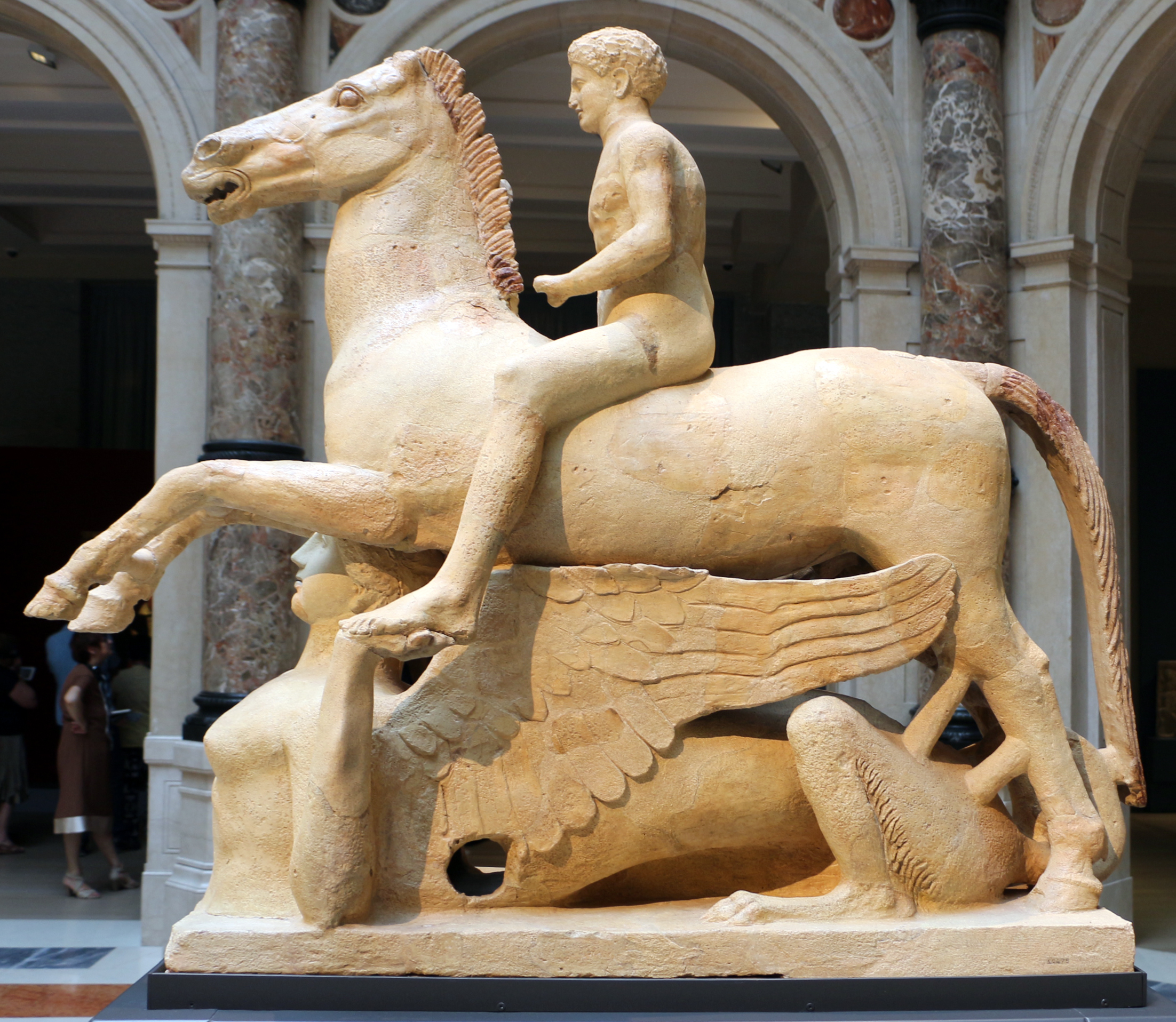
Терракотовая фигура всадника (конец V века до н. э.) из храма диоскуров
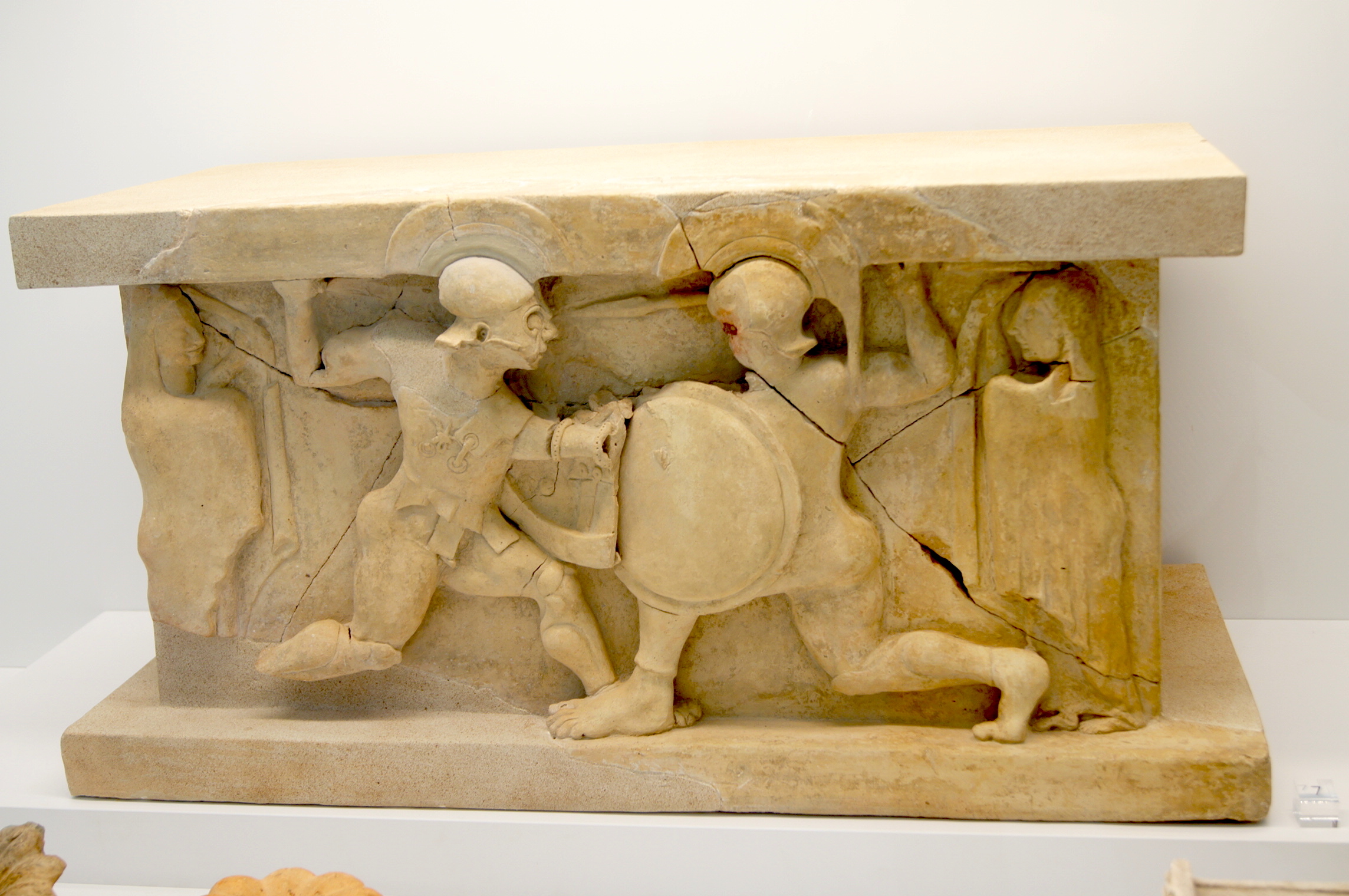
Бой Ахилла с Мемноном (алтарь конца VI века до н. э.)